# Anonychia apora
Anonychia apora là một loài bướm đêm trong họ Geometridae.